# Tôi tớ Chúa
Tôi tớ Chúa (Latinh: Servus Dei), hoặc "Tôi tớ của Thiên Chúa", là danh hiệu dành cho các Kitô hữu được cho là đạo đức trong các giáo hội Kitô giáo. Đối với Giáo hội Công giáo Rôma, đây là cấp bậc sơ khởi trong tiến trình tuyên thánh cho một tín hữu. Còn trong các giáo hội Chính Thống giáo Đông phương, danh hiệu này có thể dành cho bất kỳ tín hữu nào thuộc giáo hội của họ.